# Dendrophidion
Dendrophidion is een geslacht van slangen uit de familie toornslangachtigen (Colubridae) en de onderfamilie Colubrinae.

## Naam en indeling
De wetenschappelijke naam van de groep werd voor het eerst voorgesteld door Leopold Fitzinger in 1843.
Er zijn vijftien soorten, inclusief vijf soorten die pas in 2012 wetenschappelijk zijn beschreven. Een voorbeeld is de soort Dendrophidion apharocybe.

## Uiterlijke kenmerken
De lichaamslengte varieert van ongeveer een meter tot 1,5 meter (Dendrophidion nuchale). De slangen zijn vaak vrij opvallend, ze hebben een bruine kleur met lichtere tot gele vlekken op het lichaam. Het lijf is rolrond in doorsnede, de schubben aan de kop zijn relatief groot. De soorten zijn soms lastig te onderscheiden van die uit het geslacht Drymobius, die er enigszins op lijken.

## Levenswijze
Soorten uit het geslacht Dendrophidion zijn overdag actief en kunnen zowel goed op de bodem overweg als in bomen en struiken. De vrouwtjes zetten eieren af op de bodem.

## Verspreiding en habitat
De verschillende soorten komen voor in delen van Midden- en Zuid-Amerika en leven in de landen Belize, Bolivia, Brazilië, Colombia, Costa Rica, Ecuador, Frans-Guyana, Guatemala, Honduras, Mexico, Nicaragua, Peru en Venezuela.
De habitat bestaat uit vochtige tropische en subtropische bossen, zowel in bergstreken als in laaglanden. Ook in aangetaste bossen komen soorten voor.

## Beschermingsstatus
Door de internationale natuurbeschermingsorganisatie IUCN is aan elf soorten een beschermingsstatus toegewezen. Tien soorten worden beschouwd als 'veilig' (Least Concern of LC) en de soort Dendrophidion boshelli staat te boek als 'ernstig bedreigd' (Critically Endangered of CR).

### Soorten
Het geslacht omvat de volgende soorten, met de auteur en het verspreidingsgebied.
| Naam                         | Auteur                               | Verspreidingsgebied                                                         |
| ---------------------------- | ------------------------------------ | --------------------------------------------------------------------------- |
| Dendrophidion apharocybe     | Cadle, 2012                          | Costa Rica, Honduras, Nicaragua, Panama                                     |
| Dendrophidion atlantica      | Freire, Caramaschi & Gonçalves, 2010 | Brazilië                                                                    |
| Dendrophidion bivittatus     | Duméril, Bibron & Duméril, 1854      | Colombia, Ecuador, Peru                                                     |
| Dendrophidion boshelli       | Dunn, 1944                           | Colombia                                                                    |
| Dendrophidion brunneum       | Günther, 1858                        | Peru, Ecuador                                                               |
| Dendrophidion clarkii        | Dunn, 1933                           | Costa Rica, Panama, Colombia, Ecuador                                       |
| Dendrophidion crybelum       | Cadle, 2012                          | Costa Rica, Panama                                                          |
| Dendrophidion dendrophis     | Schlegel, 1837                       | Colombia, Ecuador, Venezuela, Panama, Peru, Bolivia, Brazilië, Frans-Guyana |
| Dendrophidion graciliverpa   | Cadle, 2012                          | Ecuador                                                                     |
| Dendrophidion nuchale        | Peters, 1863                         | Venezuela                                                                   |
| Dendrophidion paucicarinatum | Cope, 1894                           | Costa Rica, Panama                                                          |
| Dendrophidion percarinatum   | Cope, 1893                           | Honduras, Nicaragua, Colombia, Venezuela, Costa Rica, Panama                |
| Dendrophidion prolixum       | Cadle, 2012                          | Colombia, Ecuador                                                           |
| Dendrophidion rufiterminorum | Cadle & Savage, 2012                 | Belize, Guatemala, Honduras, Nicaragua, Costa Rica                          |
| Dendrophidion vinitor        | Smith, 1941                          | Mexico, Belize, Guatemala                                                   |